# Aeroportul El Arrayán
Aeroportul El Arrayán (IATA: OAN, ICAO: MHEA) este un aeroport din Departamentul Yoro, Honduras ce deservește zona Olanchito⁠(d).
Situat la o altitudine de 454 m, aeroportul dispune de o singură pistă.